# Amoebe

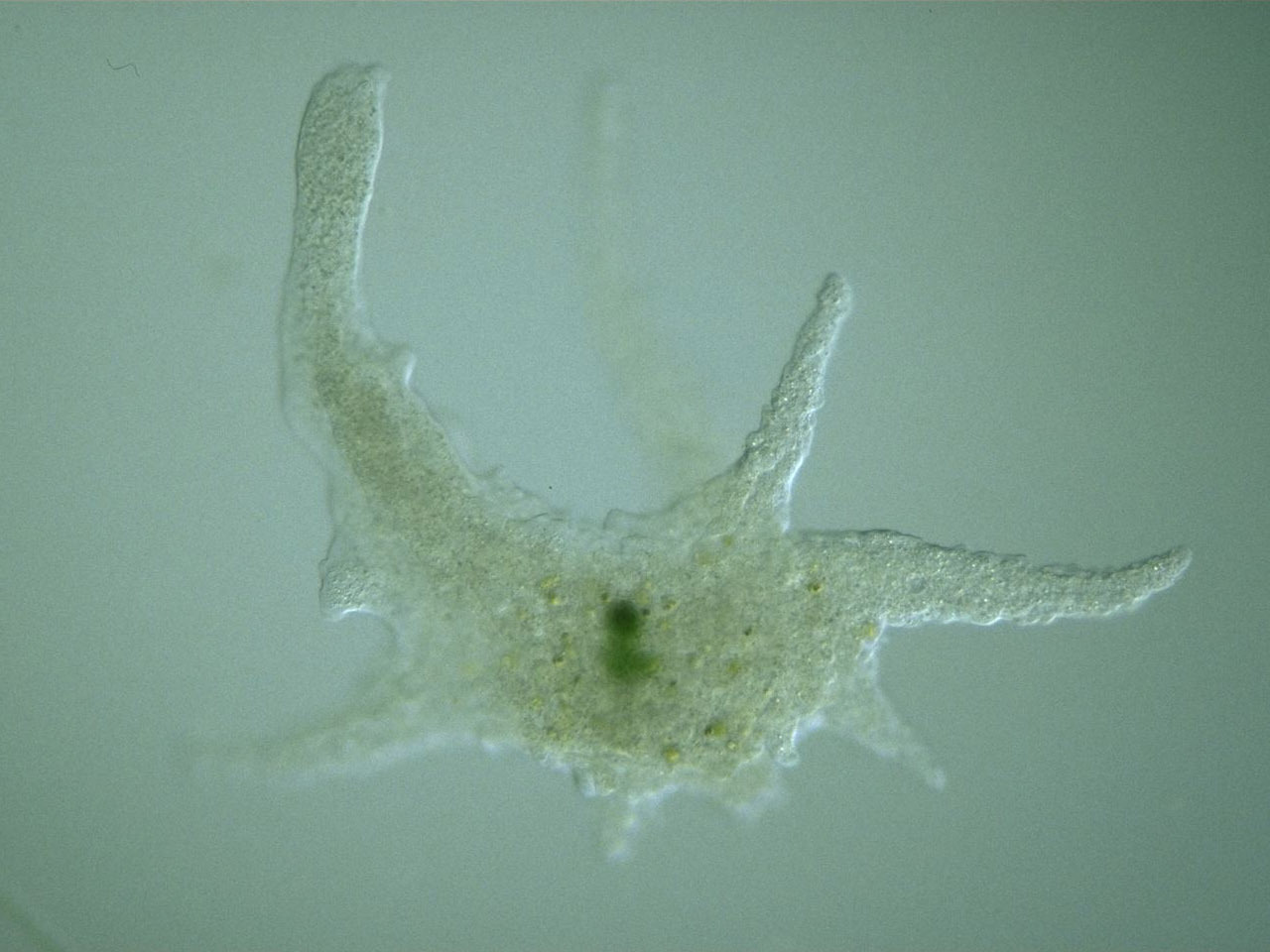
De reuzenamoebe Chaos carolinense

Een amoebe, amoeba of amoeboïde is een type van organismen, meest eencellige eukaryoten, die van vorm kunnen veranderen door het uitsteken en intrekken van pseudopodia (schijnvoetjes).
Het eencellige organisme kan vrij leven of als parasiet in bijvoorbeeld de mens. De Entamoeba histolytica kan de voor mensen gevaarlijke amoebedysenterie veroorzaken. Het organisme voedt zich voornamelijk met bacteriën.
De naam betekent "zonder vorm" (a=zonder,moebe=vorm), wat verandering betekent en heeft betrekking op de steeds veranderende vorm van het organisme door het uitsteken van schijnvoetjes. Met behulp van deze schijnvoetjes, pseudopodia, beweegt de amoebe zich voort en voedt zich. Hij sluit voedselpartikels in met zijn schijnvoetjes. Zo wordt een voedselvacuole gevormd. Deze versmelt vervolgens met een lysosoom waardoor het partikeltje verteerd wordt. De vorm lijkt steeds te veranderen doordat schijnvoetjes  uitgestoken en weer ingetrokken worden.
De voortplanting vindt ongeslachtelijk plaats door celdeling.
In het verleden werden de amoeben samen met andere groepen die schijnvoeten vormen, zoals de Rhizaria, in de groep Rhizopoda geplaatst, maar tegenwoordig is duidelijk dat de amoebe celvorm bij vele niet nauw verwante organismen voorkomt en de Rhizopoda dus een sterk polyfyletische groep vormt, die om die reden niet meer wordt gebruikt. 'Amoebe' is nog steeds in gebruik als beschrijving van de verschijningsvorm van een organisme, maar niet als taxonomische groep.
In engere zin kan de naam amoebe ook worden gebruikt voor het rijk Amoebozoa of het geslacht amoeba daarbinnen.